# Nola (Itália)
Nola é uma comuna italiana da região da Campania, província de Nápoles, com cerca de 32721 habitantes. Estende-se por uma área de 39 km², tendo uma densidade populacional de 839 hab/km². Faz fronteira com Acerra, Camposano, Casamarciano, Cicciano, Cimitile, Liveri, Marigliano, Ottaviano, Palma Campania, Roccarainola, San Felice a Cancello (CE), San Gennaro Vesuviano, San Paolo Bel Sito, San Vitaliano, Saviano, Scisciano, Somma Vesuviana, Visciano.

## Demografia
| Variação demográfica do município entre 1861 e 2011                               |
|                                                                                   |
| Fonte: Istituto Nazionale di Statistica (ISTAT) - Elaboração gráfica da Wikipedia |

## Filhos ilustres
- Giordano Bruno, o famoso filósofo e teólogo, nasceu em Nola em 1548 e por isso, era também conhecido como "Bruno Nolano" ou "Bruno de Nola". Seu nome de batismo era "Filippo Bruno" e no Monastério de San Domenico Maggiore recebeu o nome de "Giordano".
- Paulino de Nola.